# Charlie Ray
Charlotte Ray Rosenberg (Nueva York, 8 de marzo de 1992) es una actriz estadounidense. Es conocida por su papel de Rosemary Telesco en Little Manhattan (2005).

## Vida profesional
Hizo su debut como actriz en Little Manhattan tras haber sido elegida en un casting realizado por todos los estados incluyendo México.
Criada en Manhattan, Ray ha estudiado baile desde los tres años de edad. Siempre quiso ser directora de cine y, en cuanto supo manejar una cámara, se puso a hacer pequeñas películas. Durante el verano de 2003 hizo la coreografía e interpretó números musicales de Chicago en el "centro comunitario Chilmark". Allí fue escogida para el papel de Dorothy Gale en El mago de Oz, película estrenada en 2005.
Canta a capela en un grupo de la escuela de Dalton, "Sweet n' Low".
Desde fines de 2011 asistió a la Universidad de Northwestern a clases de teatro, graduándose en 2014. En septiembre de 2011, participó en el montaje de la obra "Pippin", un clásico musical escrito por Steven Schwartz en el pabellón histórico Shanley.

## Filmografía
| Año  | Película         | Papel            |
| ---- | ---------------- | ---------------- |
| 2005 | Little Manhattan | Rosemary Telesco |

## Televisión
| Año  | Serie               | Papel            | Episodio           |
| ---- | ------------------- | ---------------- | ------------------ |
| 2005 | The Tony Danza Show | Ella misma       | (Episodio TV)      |
| 2006 | Law & Order: SVU    | Belinda Holt     | Underbelly         |
| 2006 | Company Town        | Amanda Shaunessy | (Película para TV) |